# Eriborus iavilai
Eriborus iavilai là một loài tò vò trong họ Ichneumonidae.